# جيرهارد يان بالذ
جيرهارد يان بالذ (21 يوليو 1681 - 30 يوليو 1767)، رسام في القرن الثامن عشر الميلادي من هولندا الشمالية.